# Salvatore Aurelio
Salvatore Aurelio (Napoli, 15 gennaio 1986) è un ex calciatore italiano, di ruolo attaccante.

## Carriera
Cresciuto calcisticamente nel Genoa, passa in prestito alla Carrarese, militante in Serie C2 2004-2005, ottenendo il settimo posto del girone B.
La stagione seguente la gioca in prestito all'Hellas Verona in cadetteria, chiudendo l'anno in quindicesima posizione.
L'anno successivo milita per la prima parte della stagione al Genoa, club da cui sarà ceduto in prestito nel mercato invernale alla Lucchese, in terza serie. Con i toscani otterrà l'ottavo posto del girone A della Serie C1 2006-2007.
Nel 2007 passa in comproprietà al Cesena, militante in cadetteria, giocandovi un solo incontro e retrocedendo in terza serie a causa dell'ultimo posto ottenuto. Al termine della stagione viene completamente riacquistato dal Genoa.
Nella stagione 2008-2009 Aurelio milita in prestito al Crotone in terza serie. Con i calabresi ottiene la promozione in cadetteria al termine dei play-off promozione.
Nel 2009 passa in prestito al Frosinone, in cadetteria. Con i ciociari ottiene la permanenza di categoria al termine della stagione.
Nell'estate 2010 verrà ceduto a titolo definitivo dal Genoa al Frosinone, club dove militerà sino al gennaio 2011, quando sarà ceduto in prestito alla Salernitana.
Nell'estate 2011 torna al Frosinone, sodalizio retrocesso in terza serie.
Il 31 gennaio 2014 lascia il Frosinone per accasarsi al AlbinoLeffe firmando un contratto fino al 2015.
Il 22 gennaio 2015 si trasferisce alla Paganese.
Nell'agosto del 2015 firma con la U.S.D. Lavagnese 1919 che lascerà nel dicembre dello stesso anno per giocare con il Vado.
Nel luglio 2017 lascia il Vado per accasarsi con la maglia dell'Arenzano.